# Nuriye Ulviye Civelek
Nuriye Ulviye Civelek (nascuda Nuriye Ulviye a Hacıvelioba, Gönen, Balıkesir, 1893 - Kırıkhan, 9 d'abril de 1964) va ser una de les primeres defensores dels drets de la dona turca i otomana.
Va publicar, editar i dirigir Kadınlar Dünyası ("Mon de les Dones"), possiblement la primera revista femenina turca, a la qual tot el personal eren dones i que va ser la primera periòdica que va publicar la imatge d'una dona turca musulmana en temps otomans.
El 1967, després de la seva mort, el seu marit, el Dr. Ali Muharrem Civelek, va establir una biblioteca pública amb el seu nom a Kırıkhan, districte de la província de Hatay.